# Мёрфи, Донна
Донна Мёрфи (род. 7 марта 1959, Корона, Нью-Йорк, США)— американская актриса и певица, которая за свою карьеру выиграла две премии «Тони»: в 1994 году за выступление в мюзикле «Король и я», и в 1996 году за роль в Passion. Она получила ещё три номинации за выступления в мюзиклах «Чудесный город», LoveMusik и The People in the Picture. Кроме того она выиграла три награды «Драма Деск», «Эмми» и CableACE Award.
Мёрфи также известна по своим ролям в фильмах «Звёздный путь: Восстание», «Дневники няни», «Человек-паук 2», «Эволюция Борна» и озвучиванию одного из персонажей в мультфильме «Рапунцель: Запутанная история». На телевидении она появилась в таких сериалах как «Практика», «Элли Макбил», «Закон и порядок: Специальный корпус», «Схватка» и «Дурнушка», а в 2012 году снялась в сериале «Сделано в Джерси».
С 13 июня 2017 года по 7 января 2018 года (по вторникам, вечером), Донна играла роль Долли Галахер Леви в мюзикле «Хелло, Долли!» на Бродвее, эту же роль, совместно с Донной играла Бетт Мидлер (с 20 января 2018 года её заменила Бернадетт Питерс).